# Podleszany
Podleszany is een dorp in de Poolse woiwodschap Subkarpaten. De plaats maakt deel uit van de gemeente Mielec en telt 1562 inwoners.